# Núcleo de Bergman
En matemáticas, el núcleo de Bergman de funciones de varias variables complejas es un núcleo integral para el espacio de Hilbert de todas las funciones holomorfas de cuadrado integrable sobre un dominio {\displaystyle D\subset \mathbb {C} ^{n}}.

## Definición
Sea L2(D) el espacio de Hilbert de las funciones de cuadrado integrable sobre D, y sea L2,h(D) el subespacio de funciones que también son holomorfas sobre D: es decir,

{\displaystyle L^{2,h}(D)=L^{2}(D)\cap H(D)}

donde H(D) es el espacio de funciones holomorfas sobre D. Entonces L2,h(D) es un espacio de Hilbert, es decir, es un subespacio vectorial cerrado de L2(D), y por tanto completo por sí mismo. Esto se sigue de la etimación fundamental para una función de cuadrado integrable en D:

(1){\displaystyle \sup _{z\in K}|f(z)|\leq C_{K}\|f\|_{L^{2}(D)}}

para cada subconjunto compacto K de D. por tanto la convergencia de una secuencia de funciones holomorfas en L2(D) implica también la convergencia compacta, y por tanto el límite también es una función holomorfa. Otra consecuencia de (1) es que, para cada z ∈ D, la evaluación

{\displaystyle \operatorname {ev} _{z}:f\mapsto f(z)}

es un funcional continuo sobre L2,h(D). Por teorema de representación de Riesz, este funcional puede representarse como el producto interno de un elemento de L2,h(D), es decir,

{\displaystyle \operatorname {ev} _{z}f=\int _{D}f(\zeta ){\overline {\eta _{z}(\zeta )}}\,d\mu (\zeta ).}

El núcleo de Bergman kernel K se define entonces como:

{\displaystyle K(z,\zeta )={\overline {\eta _{z}(\zeta )}}.}

El núcleo K(z,ζ) es holomorfo en z y antiholomorfo in ζ, y además satisface que

{\displaystyle f(z)=\int _{D}K(z,\zeta )f(\zeta )\,d\mu (\zeta ).}